# Санкт-Петербург Финляндский (моторвагонное депо)
Моторвагонное депо Санкт-Петербург-Финляндский (ТЧ-20) —  предприятие по обслуживанию пригородных поездов Северо-Западного региона. Является структурным подразделением Октябрьской дирекции моторвагонного подвижного состава — Центральной дирекции моторвагонного подвижного состава — филиала открытого акционерного общества «Российские железные дороги».
Одно из крупнейших моторвагонных депо Советского Союза и России.
Изначально локомотивные бригады моторвагонного депо Ленинград-Финляндский обслуживали электрифицированные участки железнодорожных путей Карельского перешейка  направлением от Финляндского вокзала.
После реорганизации структуры  пригородного пассажирского комплекса и образования  Октябрьской Дирекции моторвагонного подвижного состава, к депо ТЧ-20 стали относиться все локомотивные бригады, обслуживающие подвижной состав пригородных линий Северо-Западного региона. Сами составы были отнесены на баланс моторвагонных ремонтных депо Санкт-Петербург-Балтийский (ТЧ-15) и Санкт-Петербург-Московское (ТЧ-10) (с начала 2021 года весь парк подвижного состава приписан к ТЧ-15).

## История
Электрификация железнодорожных путей Карельского перешейка потребовала организации электродепо, которое бы обслуживало эти линии.
В качестве основных вариантов возможного места расположения рассматривались три – Зеленогорск, Белоостров и Ленинград. На решение о строительстве депо в Ленинграде во многом повлияла экономическая целесообразность – проект отличался меньшей стоимостью (в основном за счёт снижения затрат на электро- и водоснабжение, канализацию и т. д.).
Позже история подтвердит правильность выбора, так как в противном случае после электрификации Приозерского и Ириновского направлений было бы необходимо возводить новое депо для обслуживания этих участков.
Депо начали возводить на месте ныне не существующего Бабурина поста, где для размещения сооружений  был отодвинут в сторону Лесного проспекта 2-й главный путь.
Остро стоял кадровый вопрос: параллельно со строительством депо осуществлялся набор локомотивных бригад.  Машинистов набирали в основном из соседних локомотивных депо, переучивая на новый вид тяги. Для переквалификации с паровозного вида тяги на электрическую активно работали учебные курсы.
4 августа 1951 года в 1 час 50 минут от перрона Финляндского вокзала в опытный рейс отправилась первая  электросекция СР  под управлением машиниста Н. А. Арсеньева.
В тот же день на участке Ленинград — Зеленогорск началось регулярное движение пригородных поездов, а летом 1954 года электросекции ходили уже до станции Рощино.
На участке Ленинград — Сестрорецк — Белоостров регулярное движение электросекций началось 1 июня 1952 года.
21 мая 1958 года началось регулярное движение электросекций на участке Ленинград — Мельничный Ручей. В том же году были электрифицированы все перронные пути Финляндского вокзала.
25 июля 1958 года началось регулярное движение  на участке Ленинград — Пери; через 5 месяцев (8 января 1959 года) началось движение до станции Васкелово, а с 12 августа 1959 — до станции Сосново.
С 1960 года в депо стали поступать электропоезда ЭР1, а вскоре и ЭР2.
29 сентября 1966 года была пущен первый электропоезд до станции Ладожское Озеро.
25 октября 1967 года началось регулярное движение электропоездов на участке Мельничный Ручей — Невская Дубровка.
6 ноября 1969 года началось движение электропоездов до Выборга.
С января 1976  года началось регулярное движение до станции Приозерск, а с декабря этого же года — до станции Кузнечное.
С ноября 1977 года началось движение на участке Выборг — Лужайка. (После реконструкции в 1996 году станции Бусловская движение было продлено до этой станции).
В связи с открытием в конце 1978 года станции метро «Комсомольская» (с 1992 года – «Девяткино») была проведена комплексная реконструкция остановочного пункта Девяткино с устройством совмещенной станции железной дороги и метрополитена. На станции были построены оборотные («зонные») тупики, что позволило с 1984 года часть поездов Приозерского направления отправлять с Девяткино. Данная мера в некоторой степени разгружала часть линии Финляндского железнодорожного узла и давала возможность назначения дополнительных поездов, для обслуживания возросшего количества пассажиров.
Пик пригородных железнодорожных перевозок пришёлся на конец  80-х.
В те годы  в депо работало порядка 70 — 80 электропоездов, обеспечивающих движение по ряду направлений:
Ленинград — Сестрорецк — Белоостров
Ленинград — Выборг — Лужайка
Ленинград — Сосново — Приозерск — Кузнечное
Ленинград — Мельничный Ручей — Ладожское озеро
Мельничный Ручей — Невская Дубровка
Ржевка — Горы
По некоторым оценкам моторвагонное депо Ленинград-Финляндский занимало по пригородным перевозкам второе место в СССР.
Во второй половине 2000-х годов  было принято решение об объединении   эксплуатационных функций моторвагонных депо Северо-Западного региона под началом депо Санкт-Петербург-Финляндский. 
01 июля 2007  года – присоединение локомотивных бригад моторвагонного депо Санкт-Петербург-Московское – образование Московского направления эксплуатации (включая удалённый участок обслуживания Малая Вишера).
01 сентября 2007 года – присоединение  колонны электропоездов  локомотивного депо Волховстрой-1
01 апреля 2008 года – присоединение локомотивных бригад моторвагонного депо Санкт-Петербург-Балтийский – образование Балтийско-Витебского направления.
Таким образом, с 2008 года  моторвагонное депо Санкт-Петербург-Финляндский  объединило под своим началом все  локомотивные бригады МВПС пригородных участков Северо-Западного региона. Образовано три основных участка эксплуатации: Балтийско-Витебское, Финляндское, Московское.
С 2008 года моторвагонное депо Санкт-Петербург-Финляндский ведёт исключительно эксплуатационную деятельность.
07 июля 2011 года -  присоединение к ТЧ-20 колонны рельсовых автобусов из эксплуатационного депо Великие Луки.
Персонал депо:
Ежесуточно на линию заступают более 270 локомотивных бригад. Всего в депо работает более 550 машинистов  и 500 помощников машиниста.
Организация работы локомотивных бригад на линии обеспечивается руководящим составом (более 30 человек) и инженерно-техническими работниками (более 120 человек).
В организационно-штатную структуру депо включены:
- производственно-технический отдел;
- отдел эксплуатации;
- отдел по управлению персоналом;
- отдел экономики, труда и заработной платы;
- хозяйственный участок;
- резерв локомотивных бригад;
- единый центр расшифровки;
В депо организована работа первичной профсоюзной организации. Членами профсоюза являются более 90% работников предприятия.
С 2016  года в депо начал функционировать физкультурно-оздоровительный центр (включающий в себя спортивный зал, спелеокамеру, фитобочку, инфракрасную кабину, реабилитационную капсулу).

## Обслуживаемые направления
Локомотивные бригады моторвагонного депо Санкт-Петербург-Финляндский обслуживают электропоезда значительной части Северо-Западного региона: Республики Карелия, Ленинградской, Вологодской, Новгородской, Тверской, Московской, Псковской областей.
Протяженность обслуживаемых участков достигает почти 5 тыс. км.
| Санкт-Петербург Финляндский | Санкт-Петербург Финляндский |
| --------------------------- | --------------------------- |
| Выборг – Бусловская         | Кузнечное                   |
| Ладожское Озеро             | Невская Дубровка            |
| Белоостров                  | Выборг (через Приморск)     |
| Выборг                      |                             |
| Хийтола                     |                             |
| Санкт-Петербург Главный     |                             |
| Малая Вишера – Бологое      | Великий Новгород            |
| Волховстрой I – Бабаево     |                             |
| Тосно                       |                             |
| Шапки                       |                             |
| Волховстрой I               |                             |
| Свирь                       | Чудово-Московское           |
| Мга                         |                             |
| Будогощь                    | Невдубстрой                 |
| Дача Долгорукова            |                             |
| Мга                         |                             |
| Санкт-Петербург Балтийский  |                             |
| Псков-Пассажирский          | Ивангород-Нарвский          |
| Калище                      | Луга I                      |
| Красное Село – Гатчина      | Сланцы                      |
| Оредеж                      | Оредеж                      |
| Новолисино                  | Посёлок                     |
| Новосокольники              |                             |
| Себеж                       | Дно                         |
| Великие Луки                |                             |
| Великие Луки                |                             |
| Назимово (станция)          | Нелидово                    |
| Ржев-Балтийский             |                             |
| Ржев-Балтийский             |                             |
| Шаховская                   | Торжок                      |
| Сортавала                   |                             |
| Петрозаводск                | Лодейное Поле               |
| Кузнечное                   |                             |